# Maxine Nightingale
Pour les articles homonymes, voir Nightingale.
Maxine Nightingale, née le 2 novembre 1952 à Londres, est une chanteuse britannique de R&B et de soul.
Elle est surtout connue pour ses succès des années 1970, Right Back Where We Started From, qui s'est vendu à plus d'un million d'exemplaires, Love Hit Me, et Lead Me On.

## Discographie
Albums studio
- Right Back Where We Started From (1976)
- Night Life (1977)
- Love Lines (1979)
- Bittersweet (1980)
- It's a Beautiful Thing (1982)
- Cry for Love (1986)